# Debretsion Gebremichael
Debretsion Gebremichael (tigrinia ደብረጽዮን ገብረሚካኤል)  – etiopski polityk, od 9 stycznia 2018 roku prezydent autonomicznego regionu Tigraj, przewodniczący Tigrajskiego Ludowego Frontu Wyzwolenia od 27 listopada 2017.
Partia Tigrajski Ludowy Front Wyzwolenia, której przewodzi wygrała nielegalnie przeprowadzone wybory regionalne w Tigraju we wrześniu 2020 roku zdobywając 98% procent głosów. 4 listopada 2020 roku doszło do wybuchu wojny tego regionu z rządem federalnym. 13 listopada 2020 roku przestał być uznawany za prawowitego prezydenta regionu Tigraj przez rząd w Addis Abebie.